# Isca!
Isca! és el nom d'una organització juvenil política, patriòtica, d'ideologia nacionalista gallega, d'esquerra independentista i anticapitalista. Isca! està vinculada a un corrent ideològic del BNG anomenat Movemento Galego ao Socialismo.

## Organització
Constituïda el 16 de juliol de 2006 a Santiago de Compostel·la, en Isca! participa un grup de militants escindits de les joventuts de la UPG al gener d'aquest mateix any, conjuntament amb altres sectors crítics d'esquerra dins de Galiza Nova, l'organització juvenil del BNG. La seva primera aparició pública va ser el 25 de juliol de 2006, en els actes per l'anomenat Dia Nacional de Galícia, en la manifestació convocada pel BNG.
Isca! participava en els seus inicis en el si de Galiza Nova com un corrent, ja que no es reconeix formalment l'existència d'organitzacions dins de la mateixa. Entre els seus membres destacats està José Emílio Vicente, que al moment de la creació de l'organització era secretari general de Galiza Nova.

## Objectius
El seu objectiu és "aglutinar diferents sectors de la joventut gallega especialment crítics amb la deriva de la política institucional", l'electoralisme i el màrqueting que, segons ells, porten altres formacions nacionalistes com la UMG i la UPG. Entenen que a Galícia existeix un marc de lluita de classes, per la qual cosa neguen la possibilitat d'una política interclasista, neguen el que ells denominen les "visions pessimistes sobre la societat gallega", aposten per la relació horitzontal entre el BNG i els moviments socials, i postulen el dret d'autodeterminació com a "irrenunciable del poble gallec".

## Dins de Galiza Nova
Davant la situació de difícils majories dins de Galiza Nova, Isca! va apostar per una aliança amb altres sensibilitats, com Esquerda Nacionalista-Mocidade, per articular una alternativa comuna. En la X Assemblea Nacional de Galiza Nova, celebrada el 30 de març de 2007, Isca! va presentar, conjuntament amb Esquerda Nacionalista i alguns independents, una candidatura a la Direcció nacional que va ser derrotada per 111 vots enfront dels 177 que va aconseguir la candidatura encapçalada per Iria Aboi i formada fonamentalment per membres de la UMG i independents. Així, Isca! va aconseguir representació minoritària dins de la nova Direcció nacional.
El discurs d'Isca! en el procés assembleari va girar al voltant de dos aspectes fonamentals: la crítica a l'actual estratègia del BNG i la proposta que Galiza Nova es definís com a independentista. Alguns membres d'Isca! van qüestionar, abans i després del resultat, el procés assembleari, denunciant presumptes irregularitats en la votació. Actualment Isca! no forma part de Galiza Nova.